# Quattrocento
Quattrocento (ital., egl. 400; kortform for mille quattrocento, 1400) er en almindelig betegnelse for 1400-tallet i Italien, navnlig
om litteraturen og kunsten.
Quattrocentister er de italienske forfattere og kunstnere fra perioden.

## Italienske quattrocentomalere
- Andrea del Castagno
- Andrea del Verrocchio
- Andrea della Robbia
- Andrea Mantegna
- Antonello da Messina
- Antoniazzo Romano
- Antonio Pollaiuolo
- Antonio Rossellino
- Benozzo Gozzoli
- Bertoldo di Giovanni
- Carlo Crivelli
- Cosimo Tura
- Desiderio da Settignano
- Domenico di Bartolo
- Domenico Ghirlandaio
- Domenico Veneziano
- Donatello
- Ercole de' Roberti
- Filippo Brunelleschi
- Filippo Lippi
- Fra Angelico
- Francesco del Cossa
- Francesco di Giorgio
- Francesco Squarcione
- Gentile Bellini
- Gentile da Fabriano
- Giovanni Bellini
- Giovanni di Paolo
- Jacopo Bellini
- Justus of Ghent
- Leonardo da Vinci
- Lorenzo Ghiberti
- Luca della Robbia
- Luca Signorelli
- Masaccio
- Masolino
- Melozzo da Forli
- Paolo Uccello
- Pedro Berruguete
- Piero della Francesca
- Pietro Perugino
- Sandro Botticelli
- Il Sassetta
- Vecchietta
- Vittore Carpaccio
- Vittore Crivelli